# نبيل صوالحة
نبيل صوالحة هو ممثل أردني اشتهر بأداء الأدوار الكوميدية وهو شقيق الممثل الأردني العالمي نديم صوالحة والذي احترف التمثيل في بريطانيا.
من أشهر الأعمال الفنية لنبيل صوالحة البرنامج الكوميدي بيني وبينك حيث كان يؤدي العديد من الشخصيات في الحلقة الواحدة مثل شخصية أبو صبحي وشخصية سميح أبو جزرة, وعرف أيضا من خلال أهلا نبيل وهشام حيث اشترك مع الممثل الأردني المعروف هشام يانس وشكلا ثنائيا كوميديا مشهورا لعدة سنوات ثم انفصلا.
الفنان نبيل صوالحه من مواليد مادبا، من عشيرة العزيزات .

## روابط خارجية
- نبيل صوالحة على موقع IMDb (الإنجليزية)
- نبيل صوالحة على موقع ألو سيني (الفرنسية)
- نبيل صوالحة على موقع أول موفي (الإنجليزية)
- نبيل صوالحة على موقع قاعدة بيانات الأفلام السويدية (السويدية)
- نبيل صوالحة على موقع كينوبويسك (الروسية)

## أعماله
- البرنامج الكوميدي بيني وبينك
- البرنامج الكوميدي [[أهلا نبيل وهشام حموز
- مسلسل فندق باب العامود
- مسلسل الاخرس والقلادة الخشبية
- مسلسل الكحتوت
- مسلسل محاكم بلاسجون
- مسرحية رحلة منسفية من عمان إلى رام الله
- مسرحية اهلا حقوق الإنسان العربي
- مسرحية اهلا نظام عالمي جديد
- مسلسل الفرداوي